# Athamas (geslacht)
Athamas is een geslacht van spinnen uit de familie springspinnen (Salticidae).

## Soorten
De volgende soorten zijn bij het geslacht ingedeeld:
- Athamas debakkeri Szüts, 2003
- Athamas guineensis Jendrzejewska, 1995
- Athamas kochi Jendrzejewska, 1995
- Athamas nitidus Jendrzejewska, 1995
- Athamas tahitensis Jendrzejewska, 1995
- Athamas whitmeei O. P.-Cambridge, 1877